# Dufourea goeleti
Dufourea goeleti är en biart som beskrevs av Ebmer 1999. Dufourea goeleti ingår i släktet solbin, och familjen vägbin. Inga underarter finns listade i Catalogue of Life.